# DisGOONie
DisGOONie（ディスグーニー）は、舞台作品の創作・製作・興行をおこなう日本の舞台企画集団、および同集団の運営会社、株式会社ディスグーニー（Dis GOONie.inc）である。集団主宰および法人代表取締役は西田大輔。2015年3月設立。

## 概要
劇団「AND ENDLESS」で20年近くにわたり、作・演出を手掛けてきた西田大輔が、自身が長年所属していたオフィスエンドレスを離れ、「創ることは出逢うこと」をテーマに掲げ、演劇界のみならず広い視野でのエンターテイメント界で俳優達との新たな冒険を目指すために設立。
2020年7月には、食事と演劇を楽しむことができるエンターテインメントレストラン「DisGOONieS」を東京・銀座にオープンし、劇場での舞台と並行して、レストランでの公演も実施している。

### 西田大輔
1976年11月13日、東京都出身、DisGOONieおよび AND ENDLESS主宰。旗揚げ以来、2団体の作品全ての作・演出を手掛ける。2000年10月には、日本の若手劇団から東京代表として選出、フィジカルシアターフェステイバルに参加、韓国・ソウルオープンシアターで「楽園」を上演。また演出家としては26歳の史上最年少で新宿・紀伊國屋サザンシアターで公演（2003年1月）。現在、ドラマ脚本や漫画の原作依頼などに加え、演劇界に限らず作家・演出家として活動。

## 舞台公演
| 公演月       |        | 公演タイトル                                                                  | 演目                                                              | 主な出演者（プリンシパル） | アンサンブル出演                                                                                 | ダンサー出演                                                                      | 企画・製作                         |
| ------------ | ------ | ----------------------------------------------------------------------------- | ----------------------------------------------------------------- | --- | ------------------------------------------------------------------------------------------------ | --------------------------------------------------------------------------------- | ---------------------------------- |
| 2015年11月   | Vol.1  | From Chester Copperpot (フロム チェスター コパーポット)                       | The Tempest (テンペスト)                                          | 田中良子、谷口賢志、角島美緒、小谷嘉一、芳賀恵子、Erina、佐久間祐人、阿部英貴、竹内諒太、本間健大、森山大輔、澤田拓郎、馬場良介、石井寛人、一内侑、野中絢加、西田大輔                                                                                 | 三上竜平、藤田峻輔、黒澤俊一、三本木大輔、綿貫志信、今井直人                                     | 富田彩、赤沼秀実、平澤香菜、荻島梨沙、hiroco、丸山未那子、渡部加奈                | ディスグーニー                     |
| 2015年11月   | Vol.1  | From Chester Copperpot (フロム チェスター コパーポット)                       | Cornelia (コーネリア)                                             | 中村誠治郎、山口大地、小谷嘉一、佐河ゆい、西丸優子、佐久間祐人、阿部英貴、平野雅史、のーでぃ、田代由希子、里佳津乃、内堀克利、柴小聖、柳沢なな、浅沼晋太郎                                                                                            | 三上竜平、藤田峻輔、黒澤俊一、三本木大輔、綿貫志信、今井直人                                     | 富田彩、赤沼秀実、平澤香菜、荻島梨沙、hiroco、丸山未那子、渡部加奈                | ディスグーニー                     |
| 2015年11月   | Vol.1  | From Chester Copperpot (フロム チェスター コパーポット)                       | NEW WORLD (ニューワールド)                                        | 山下聖菜、北村諒、一内侑、窪寺昭、田中良子、谷口賢志、高橋光、佐久間祐人、平山佳延、神田恭兵、永岡卓也、竹内諒太、平野雅史、久下恭平、森山光治良、石井寛人、田代由希子、書川勇輝、浦田実苗、塚本拓弥、村田洋二郎、西田大輔                            | 三上竜平、藤田峻輔、黒澤俊一、三本木大輔、綿貫志信、今井直人                                     | 富田彩、赤沼秀実、平澤香菜、荻島梨沙、hiroco、丸山未那子、渡部加奈                | ディスグーニー                     |
| 2016年2月    | Vol.2  | ジーザス・クライスト・サムライスター～殿中でござる！～                        | ジーザス・クライスト・サムライスター～殿中でござる！～            | 和田琢磨、柾木玲弥、北村諒、谷口賢志、村田洋二郎、小谷嘉一、佐久間祐人、竹内諒太、平山佳延、阿部英貴、一内侑、窪寺昭、西田大輔 | ー                                                                                               | ー                                                                                | ディスグーニー                     |
| 2016年6月    | Vol.3  | Sin of Sleeping Snow (シン オブ スリーピング スノー)                          | Sin of Sleeping Snow (シン オブ スリーピング スノー)              | 鈴木拡樹、安西慎太郎、新垣里沙、谷口賢志、山口大地、窪寺昭、村田洋二郎、和興、塚本拓弥、佐久間祐人、伊藤孝太郎、越智友己、小谷嘉一、加藤靖久、竹内諒太、平野雅史、石井寛人、本間健大、田代由希子、星元裕月、SHOGO(175R)、田中良子、西田大輔、石川智晶 | 田嶋悠理、齋藤洋平、西田直樹、為房大輔、小島和幸、書川勇輝、今井直人、藤田峻輔                   | ー                                                                                | ディスグーニー                     |
| 2017年6月    | Vol.4  | From Three Sons of Mama Fratelli (フロム スリーサンズ オブ ママ フラッテリー) | GOOD-BYE-JOURNEY (グッバイジャーニー)                             | 文音、中村誠治郎、田中良子、伊阪達也、平山佳延、折井あゆみ、桜田航成、斉藤秀翼、SHOGO（175R）、伊藤孝太郎、馬庭良介、宇田川宰、田代由希子、赤沼杏奈、村田洋二郎、谷口賢志                                                                             | 田嶋悠理、齋藤洋平、本間健大、小島和幸、書川勇輝、西田直樹、藤田峻輔、海本博章                   | ー                                                                                | ディスグーニー                     |
| 2017年6月    | Vol.4  | From Three Sons of Mama Fratelli (フロム スリーサンズ オブ ママ フラッテリー) | 枯れるやまぁ のたりのたりとまほろばよ あぁ悲しかろ あぁ咲かしたろ | 田中良子、谷口賢志、佃井皆美、窪寺昭、村田洋二郎、SHOGO（175R）、川隅美慎、佐久間祐人、伊藤孝太郎、大蔵愛、田代由希子、平山佳延、平野雅史、西野太盛、角島美緒、西田大輔                                                                               | 田嶋悠理、齋藤洋平、本間健大、小島和幸、書川勇輝、西田直樹、藤田峻輔、海本博章                   | ー                                                                                | ディスグーニー                     |
| 2017年6月    | Vol.4  | From Three Sons of Mama Fratelli (フロム スリーサンズ オブ ママ フラッテリー) | SECOND CHILDREN (セカンドチルドレン)                              | 萩野崇、西田大輔、角島美緒、谷口賢志、高橋良輔、相馬圭祐、安藤遥、田中良子、杉山健一、窪寺昭、馬庭良介、桜田航成、佐久間祐人、荻野桃香 | 田嶋悠理、齋藤洋平、本間健大、小島和幸、書川勇輝、西田直樹、藤田峻輔、海本博章                   | ー                                                                                | ディスグーニー                     |
| 2019年3月    | Vol.5  | PHANTOM WORDS (ファントムワーズ)                                              | PHANTOM WORDS (ファントムワーズ)                                  | 花村想太（Da-iCE）、生駒里奈、鈴木勝吾、安西慎太郎、畠山遼、楠田亜衣奈、田中良子、長友光弘（響）、高橋良輔、松本ひなた(Candy Boy)、君沢ユウキ、村田洋二郎、萩野崇、山本涼介、谷口賢志                                                                 | 竹内諒太、平野雅史、書川勇輝、田嶋悠理、西田直樹、藤田峻輔、渡辺誠也、清水優志                   | 渡部加奈、大河内美帆、中野紗耶可、市川絵美、柳原華奈                              | ディスグーニー・テレビ朝日         |
| 2019年7月    | Vol.6  | PANDORA (パンドラ)                                                            | PANDORA (パンドラ)                                                | 鈴木勝吾、谷口賢志、田中良子、中村誠治郎、山口大地、村田洋二郎、高橋光、平山佳延、磯貝龍乎、佐久間祐人、萩野崇、西田大輔、松田凌 | 森山光治良、平野雅史、石井寛人、書川勇輝、田嶋悠理、今井直人、和田啓汰、七瀬彰斗、竹内悠人       | ー                                                                                | ディスグーニー                     |
| 2019年11月   | Vol.7  | PSY・S (サイ・ズ）                                                            | PSY・S (サイ・ズ）                                                | 栗山航、萩谷慧悟、松村龍之介、赤澤燈、中村静香、谷口賢志、田中良子、村田洋二郎、中島早貴、松岡里英、伊藤孝太郎、書川勇輝、鈴木勝吾 | 本間健大、藤田峻輔、佐藤佑樹、田上健太、坂田大夢、七瀬彰斗                                       | LISA-P、植竹奈津美、長谷川梓、渡部加奈、仁平真帆、新本ふゆみ                      | ディスグーニー、テレビ朝日         |
| 2020年1~2月  | Vol.8  | DECADANCE-太陽の子- (デカダン)                                                | DECADANCE-太陽の子- (デカダン)                                    | 塩野瑛久、長妻怜央、猪野広樹、小南光司、白本彩奈、尾崎由香、田中良子、中村誠治郎、村田洋二郎、菊池修司、芦原優愛、片山萌美、小室さやか、萩野崇、谷口賢志                                                                                              | 書川勇輝、佐藤佑樹、七瀬彰斗、辻村晃慶、古川貴大、坂田大夢、中土井俊允                           | LISA-P、長谷川梓、大河内美帆、中野紗耶可、岡本麻海、松野咲紀                      | ディスグーニー、MMJ、テレビ朝日    |
| 2021年1~2月  | Vol.9  | GHOST WRITER (ゴーストライター)                                               | GHOST WRITER (ゴーストライター)                                   | 猪野広樹、生駒里奈、山本涼介、定本楓馬、青木玄徳、楠田亜衣奈、伊波杏樹、橋本祥平、田中良子、萩野崇、谷口賢志、長友光弘（響）、村田洋二郎、伊崎龍次郎、一内侑、的場浩司                                                                                | 石井寛人、本間健大、書川勇輝、高士幸也、和田啓太、田上健太、辻村晃慶、海本博章                   | 向有美、中野紗耶可、岡本麻海、植竹奈津美、小林礼佳、寺澤佑紀（MKMDC）             | ディスグーニー、テレビ朝日         |
| 2021年12月   | Vol.10 | MOTHERLAND (マザーランド)                                                     | MOTHERLAND (マザーランド)                                         | 瀬戸利樹、仲田博喜、伊藤純奈、鈴木勝吾、椎名鯛造、村田洋二郎、新條由芽、青木玄徳、鈴木みのり、中川大輔、平山佳延、横山真史、長友光弘（響）、松田凌、萩野崇、谷口賢志、的場浩司、凰稀かなめ                                                            | 本間健大、和田啓汰、田上健太、佐藤佑樹、中土井俊允、沓掛龍一、関修人、藤原悠亮、藤木享弥、向有美 | 中野紗耶可、岡本麻海、植竹奈津美、市川絵美、小林礼佳、平井琴望、寺澤佑紀（MKMDC） | ディスグーニー、テレビ朝日、明治座 |
| 2022年6〜7月 | vol.11 | Little Fandango （リトルファンダンゴ）                                        | Little Fandango （リトルファンダンゴ）                            | 萩谷慧悟、長妻怜央、渡辺みり愛、校條拳太朗、山口大地、 内堀克利、村田洋二郎、大海将一郎、吉川友、中村嘉惟人、横井翔二郎、瀬戸利樹、萩野崇、松田賢二                                                                                                   | 本間健大、書川勇輝、和田啓汰、中土井俊允、関修人、藤原悠亮                                       | 岡本麻海、市川絵美、松野咲紀、寺澤佑紀（MKMDC）、梅津大輝、中村天河               | ディスグーニー、テレビ朝日         |
| 2023年2月    | vol.12 | 玉蜻 ～新説・八犬伝（たまかぎる しんせつ・はっけんでん）                      | 玉蜻 ～新説・八犬伝（たまかぎる しんせつ・はっけんでん）          | 崎山つばさ、藍染カレン、糸川耀士郎、砂川脩弥、奥山かずさ、椎名鯛造、田中良子、村田洋二郎、川上将大、谷口賢志、萩野崇、北村諒 | 書川勇輝、本間健大、和田啓汰、田上健太、中土井俊允、佐藤佑樹、赤江耕之助                         | 岡本麻海、松野咲紀、佐藤侑愛、木村つかさ、樽谷笑里奈、大澤えりな                  | ディスグーニー、テレビ朝日         |

## DisGOONieS（レストラン）での公演
- 2020年9月2日 - 13日『饗宴「エイリアンハンドシンドローム」』全16公演（出演：北村諒、鈴木勝吾、田中良子、谷口賢志、西田大輔、萩野崇、宮下雄也、村田洋二郎）
- 2020年10月21日 - 11月1日『饗宴「フューラー」』全16公演（出演：安西慎太郎、鈴木勝吾、谷口賢志、萩野崇、A:窪寺昭、B:糸川耀士郎 ※Wキャスト）
- 2021年6月2日 - 13日『饗宴「+GOLD FISH」』全16公演（出演：鈴木勝吾、田中良子、村田洋二郎、一内侑、徳秀樹、甲斐千尋(A)・宮本京佳(B)※Wキャスト）
- 2021年6月19日 - 29日『饗宴「夜鷹無限上昇」』全13公演（出演：谷口賢志、川隅美慎(A)・岩田知樹(B)※Wキャスト、和泉宗兵、坪倉康晴、八島諒、横山真史、角島美緒、塚本拓弥、桜田航成、佐久間祐人）
- 2021年7月14日 - 25日『饗宴「ONLY SILVER FISH」』全15公演（出演：高橋良輔、高柳明音、青木玄徳、折井あゆみ、楠田亜衣奈、内堀克利、赤塚篤紀、長谷部優、本間健大、栗原沙也加、中村誠治郎・德秀樹※Wキャスト、一内侑・川本成※Wキャスト）
- 2021年11月19日 - 28日『饗遊「歌姫」～少年探偵解奇異聞 其ノ壱～』全10公演（出演：土屋シオン、赤塚篤紀(B)・横井翔二郎(B)※Wキャスト、伊崎龍次郎、石井由多加、加藤靖久、桜田航成(A)・すわいつ郎(A)※Wキャスト、中村裕香里、YUKI-M）
- 2022年4月19日 - 5月26日『饗宴「chill moratorium」』全30公演（出演：凰稀かなめ・萩野崇(A)、伊藤純奈・宮下雄也(B)、田中良子・村田洋二郎(C)、楠田亜衣奈･青木玄徳(D)）
- 2022年7月8日 - 18日『饗宴「眠れない羊」』全15公演（出演：前田隆太朗、大薮丘、葉山昴、設楽銀河、山中翔太、澤田拓郎、書川勇輝、青木玄徳、成松慶彦）